# Негоєшть (Долж)
Негоєшть, Негоєшті (рум. Negoiești) — село у повіті Долж в Румунії. Входить до складу комуни Мелінешть.
Село розташоване на відстані 188 км на захід від Бухареста, 24 км на північ від Крайови.

## Населення
За даними перепису населення 2002 року у селі проживали 1557 осіб.
Національний склад населення села:
| Національність | Кількість осіб | Відсоток |
| -------------- | -------------- | -------- |
| румуни         | 1525           | 97,9%    |
| цигани         | 32             | 2,1%     |

Рідною мовою назвали:
| Мова      | Кількість осіб | Відсоток |
| --------- | -------------- | -------- |
| румунська | 1526           | 98,0%    |
| циганська | 31             | 2,0%     |